# Pietro Antonio Coppola
Pietro Antonio Coppola (Castrogiovanni, 11 dicembre 1793 – Catania, 13 novembre 1876) è stato un compositore italiano.

## Biografia

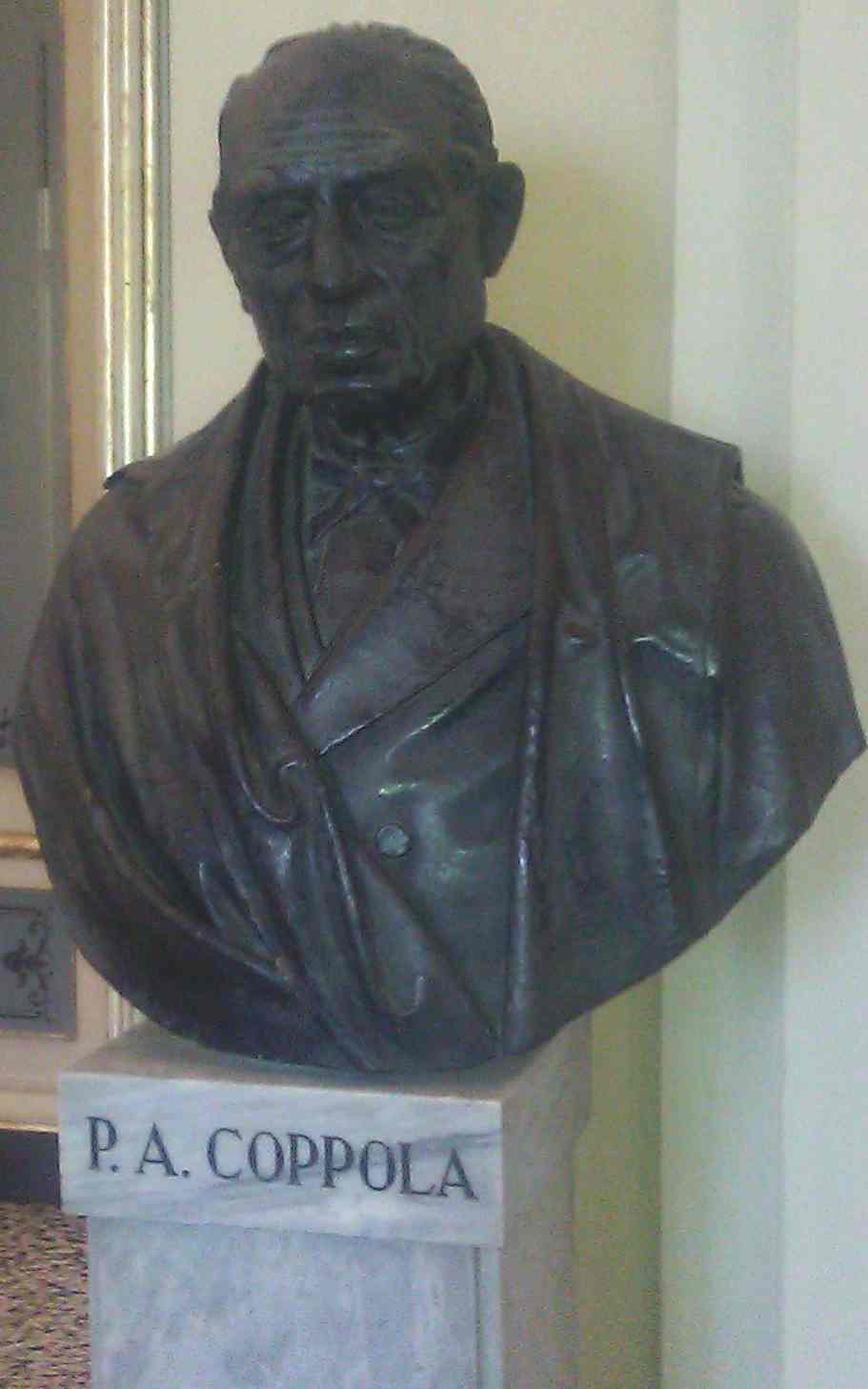
Busto di Pietro Antonio Coppola

Studiò la musica dapprima con il padre Giuseppe, maestro di cappella, poi per conseguire una migliore formazione intorno al 1815 si recò a Napoli ove fu allievo, presumibilmente, di Nicola Zingarelli, presso il Conservatorio della Pietà dei Turchini (Conservatorio di Napoli).
A 23 anni esordì come compositore drammatico con l'opera Il Figlio del bandito, a Napoli, al teatro del Fondo, nel 1816.
Il maggior successo l'ottenne con l'opera: Nina pazza per amore (a Roma, teatro Valle, febbraio 1835) che ebbe una grande popolarità e che entusiasmò gli spettatori di tutti i principali teatri d'Europa. L'opera fece in breve tempo il giro d'Italia; ma la si diede a Vienna, a Berlino, a Parigi (nel teatro Italiano il 6 maggio 1854; nel 1839 era stata data, ridotta per la versione francese, col titolo di Eva), a Lisbona e, più tardi, in Messico.
Coppola, dal 1839 al 1842 e dal 1850 al 1871 visse a Lisbona in qualità di direttore di musica al teatro San Carlo e del teatro del conte Farrobo per il quale scrisse tre opere in portoghese ed una in francese. Nell'autunno del 1873 si stabilì in Catania dove assunse la direzione degli istituti musicali della città. Visse qui gli ultimi anni della sua vita.

## Opere
- Il figlio del bandito - 1816
- Achille in Sciro - 1830
- Artale d'Aragona - 1834
- Nina pazza per amore - 1835 (il manoscritto autografata è conservato nella biblioteca di Santa Cecilia)[2]
- Gl'Illinesi, melodramma serio in 2 atti, libretto di Felice Romani, - 1836 al Teatro Regio di Torino diretta da Giovanni Battista Polledro con Giuditta Grisi e Domenico Donzelli
- La Festa della Rosa - 1836
- Enrichetla di Baienfeld - 1836
- La Bella Celeste degli Spadari - 1837
- Il Postiglione di Longjumeau, melodramma comico in 2 parti, libretto di Callisto Bassi - 1838 Teatro alla Scala di Milano
- Giovanna I di Napoli - 1840
- Ines de Castro - 1842
- Folletto - 1844
- L'Orfana guelfa - 1846
- Fingal - 1847